# GS Group
GS Holdings ist ein südkoreanisches Unternehmen mit Firmensitz in Seoul. Es gehört zu den 10 größten Jaebeols in Südkorea.
Das Unternehmen entstand 2005 durch Abspaltung von der südkoreanischen LG Group. GS Group ist über seine Tochterunternehmen in den Bereichen Energie, Handel und Bauwesen tätig. Das Tochterunternehmen GS Sports ist Eigentümer des Fußballvereins FC Seoul, der schon mehrmals südkoreanischer Meister wurde. Zu GS Retail gehört GS25, eine der drei größten Ketten für Convenience Stores in Südkorea. Das Unternehmen erzielte 2007 operative Einnahmen von 420,2 Milliarden Won (≈210 Millionen Euro).